# Santos
Santos là một địa hạt và là một thành phố lớn ở bang São Paulo, Brasil.
Được thành lập năm 1546 bởi một người quý tộc Bồ Đào Nha Bras Cubas, thành phố có một phần nằm trên đảo São Vicente, nơi có cả hai thành phố Santos và thành phố São Vicente, và một phần trên đất liền. Đây là thành phố chính ở khu vực đô thị của Baixada Santista. Đến năm 2006, dân số ước tính đạt 418.375 người (1.476.820 người ở vùng đô thị). Santos có cảng biển lớn nhất ở Mỹ Latinh, trong đó xử lý hơn 72 triệu tấn hàng trong năm 2006. Nó có phức hợp công nghiệp lớn và các trung tâm vận chuyển, trong đó xử lý một phần lớn xuất khẩu cà phê của thế giới, cũng như một số hàng xuất khẩu khác của Brazil bao gồm cả thép, dầu, ô tô, cam, chuối và bông. Thành phố cũng là nơi có Bảo tàng cà phê, nơi một lần giá cà phê đã được thương lượng. Ngoài ra còn có một đài tưởng niệm bóng đá, dành riêng cho những cầu thủ vĩ đại nhất của thành phố, những người bao gồm Pelé, một trong những cầu thủ bóng đá câu lạc bộ nổi tiếng Santos Futebol Clube. Khu vườn bên bờ biển của nó, 5,335 km chiều dài, số liệu trong Sách kỷ lục Guinness như là vườn bãi biển lớn nhất thế giới.